# Newrante
Newrante è il secondo album della rock band italiana The Styles. Il disco è stato interamente prodotto dal cantante della band, Guido Style nello studio della band, lo Style Studio. L'uscita dell'album è anticipata dal singolo Newrante, in rotazione radiofonica dal 4 settembre 2009. Il video del singolo vede la collaborazione del duo VJ di MTV Francesco Mandelli e Fabrizio Biggio.
L'album, con sonorità maggiormente elettroniche rispetto al passato, è stato registrato interamente in italiano, nonostante le vecchie dichiarazioni della band riguardanti il desiderio di voler evitare tale lingua per offrire una maggiore esportabilità ai pezzi. Sono inoltre presenti due pezzi strumentali, "Hitler's Vendetta", che funge da intro all'album e da preludio a Newrante e "Pig's Fly". Da segnalare inoltre una traccia bonus, "Credits", che maschera sotto una base dance i crediti dell'album cantati in vocoder.

## Tracce
1. Hitler's Vendetta
2. Newrante
3. Non faccio il dj
4. Rock band
5. Degeneration Group
6. Amsterdam
7. Tv Star
8. Radio Star
9. Party Animal
10. Pig's Fly
11. Credits (traccia bonus)

## Formazione
- Guido Style – voce, chitarra
- Carlo Style – chitarra
- Nick Style – batteria